# Каменка (Білоярський міський округ)
Ка́менка (рос. Каменка) — селище у складі Білоярського міського округу Свердловської області.
Населення — 16 осіб (2010, 30 у 2002).
Національний склад станом на 2002 рік: росіяни — 97 %.